# Världslapptäcksdagen
Världslapptäcksdagen (tidigare kvilta offentligt-dagen) är det svenska namnet på den internationella temadagen QUIP-day. QUIP-day står för Quilting in Public Day  och inrättades 2009 av European Quilt Association, EQA , som är en sammanslutning av lapptäcksföreningar i sjutton europeiska länder. 
Världslapptäcksdagen har kommit till för att öka intresset för att sy lappteknik och synliggöra hantverket. Lokala evenemang arrangeras denna dag på många platser runt om i Sverige. I Göteborg arrangeras dagen sedan 2011 av föreningen Lapphexorna .
Temadagen arrangeras den sista lördagen före midsommar varje år. Resten av Europa firar den tredje lördagen i juni, en dag som ofta infaller på midsommardagen.
Allt du behöver göra för att vara med på världslapptäcksdagen är att bestämma en tid och plats för att möta upp med några andra som syr lappteknik på en offentlig plats och ta med tyglappar, nål och tråd att arbeta med för att sy lapptäcken i det fria. 
Verbet kvilta betyder att täcksticka, det vill säga sy igenom de tre lagren (överdel + vadd + baksida) i ett lapptäcke. Numera används orden kvilta och kviltning även i vidare betydelse om allt som har med lappteknik att göra.
Världslapptäcksdagen är inspirerad av den internationella Världsstickningsdagen (tidigare Sticka offentligt-dagen) som startades 2005. 
Kviltföreningen Rikstäcket  är den svenska medlemsorganisation i European Quilt Association.